# Barrio Norte (Río Negro)
Barrio Norte es una localidad argentina compartida entre los municipios de Cipolletti y Cinco Saltos, Departamento General Roca, Provincia de Río Negro. Se encuentra sobre el canal principal de riego, 6 km al Sudeste del centro de Cinco Saltos, 2 km al norte de Ferri y 9 km al norte del centro de Cipolletti. Una calle que separa ambos municipios divide la comunidad en partes prácticamente iguales, en 2001 el INDEC censó 51 habitantes en Cinco Saltos y 46 en Cipolletti.

## Población
Contó con 34 habitantes (Indec, 2010), lo que representó un descenso del 65% frente a los 51 habitantes (Indec, 2001) del censo anterior.

El censo 2022 registró una población de 4 habitantes que se repartieron entre 1 hombres y 3 mujeres. Sin embargo, las cifras obtenidas fueron estimativas solo teniendo en cuenta a la población en viviendas particulares; es decir, excluyendo del dato a la población institucional y las personas sin hogar. Gracias a este censo también fue posible conocer su densidad y tamaño urbano.
| Evolución demográfica |
|                       |
| INDEC                 |